# Budapesti kalauz marslakók számára
A Budapesti kalauz marslakók számára Szerb Antal egyik legrövidebb lélegzetvételű alkotása, mely a korban igen nagy jelentőséggel bírt. Először 1935-ben jelent meg, majd 1946-ban újra napvilágot látott.

## Tartalmi ismertető
A Földre érkezett marslakó idegenvezetője az elbeszélő. Előző megállapodásuk értelmében megmutatja neki a Várost. Mindenekelőtt magukról a főváros lakóiról beszél az idegennek. Elsősorban arra hívja fel figyelmét, hogy nem szabad mindent elhinni az újságíróknak és neves megfigyelőknek. A pesti embert ahhoz a kereskedőhöz hasonlítja, akinek éppen nincs pénze. De nem is az embereket szeretné bemutatni neki, hanem a várost, a házakat, az utcákat.
- Lánchíd: A Lánchídtól indulva sétálnak végig a városon, igen nagy ugrásokkal. Szinte rögtön Vidor Emil versét idézi meg. Szerb Antaltól már oly megszokott épületábrázolást kaphatjuk a továbbolvasáskor. A hídról legelőször azt mondja el, hogy jellegzetesen téli és esti, hiszen a színei a fekete és a csokoládé-barna. Az elődje nem volt téli híd, mivel a fagy beálltával a hajóhidat szétszedték. Tipikusan empire stílusban épült a híd, ami a nagy magyar fellendülés képviselője. Erről a lendületről szomorúan jegyzi meg, hogy a semmibe enyészett azóta. A Lánchíd az elbeszélő szerint annyira hosszú, hogy ha végigsétálna egy hölggyel és vissza, annyi idő alatt biztosan szerelmet vallana. Fontos, hogy csak előre nézzen a hídon, mert „egyfelől a hivatalos, másfelől a kommerciális fesz és pöf cifrái” tekintenek vissza rá.
- Duna-partok: A két partról megtudjuk, hogy teljesen másak. A pesti part a zenés kávéházaké, a budai pedig a nyugodt gesztenyefáké. Az ott sétáló emberekről mond néhány szót, megemlít egy portást és piarista szerzeteseket.
- Belvárosi utcarészlet: A Galamb-utcát említi meg, mert egészen kitűnik a városrészből, hiszen nem változtattak rajta semmit, mióta Mária Terézia korában megépítették. Abban sem biztos, hogy egyáltalán laknak ott emberek, vagy csak emlékeznek. Az utcán is csak idősebbek tipegnek.
- Gellérthegy: Kora tavasszal, vasárnap délután ajánlatos. Megemlíti a hegy tetején lévő Citadellát. A Citadella mögötti síkságon szokott vasárnaponként összegyűlni a nép és a katonaság. Egy régi hagyományról beszél a marslakónak, mely során estére mindenki párra talál.
- Tabán: Ebben a részben az idegen csupán sáros rétet láthat, de a vezetője által leírt régi városrész (házakkal, szederfákkal és kanyargós utcákkal) könnyen elképzelhetővé válik. Rengeteg étterem volt ott, s számos irodalmár megfordult az utcákon. Kiderül az is, hogy az elbeszélőnek Budapest összes pontja az ifjúságot jelenti. Ha el kellene hagynia a várost, abban a pillanatban megöregedne.
- A budai parton: Ellentétben a pesti parttal, ezen az oldalon késő tavaszi délutánokon ajánlatos sétálni, a csend és a nyugodtság uralkodik ezen a parton. Rengeteg lehetőséget rejt magában ez a városrész, kitűnő hely a kutyasétáltatáshoz, a víz bámulásához.
- A Duna, a költők és a mulandóság: Kritikusan azt jegyzi meg, hogy a régi költők nem vették észre a kisebb dolgokat, csak a Gellérthegyet és a Rákost, esetleg a Dunát emelték ki még éltető erőként, s ugyanakkor a mulandósághoz ts kötötték azt. Idézetekkel tarkítja magyarázatát.
- Várkert: Itt mondja ki a beszélő az egyik legfontosabb dolgot: valójában gondolatban utaznak. Így nem szükséges használniuk a siklót. A turulmadár őrzi a Várkertet. Gyermekkori emlékét idézi fel hallgatójának, amikor még szabadon be lehetett menni a Várkertbe. Ide várta a Próféta eljövetelét is.
- Vár, bástyasétány: Azon csodálkozik a mesélő, hogy miért nem bontották le még a Várat, hiszen van olyan szép, mint Tabán volt. A szerelmek is itt szoktak kezdődni.
- Halászbástya: Legelső mondata a Halászbástyáról az, hogy giccs, de gyönyörű. A széles lépcsőkön az imádott hölggyel sétálgasson, de a Jezsuita-lépcsőtől óvakodjon, mert igencsak veszélyes.
- Vár, Tárnok-utca: Itt ül nyugodtan az empire stílusú Esterházy-palota. Tiszteletet parancsoló, régi, szép épületet tár elénk.
- Mátyás-templom: A templom körül is mozgás van, hiszen a tornya éppen építés alatt áll, s állványok veszik körül. De a kész torony túl modern lenne.
- Kapisztrán-tér, Helyőrségi templom: A hatalmas épületen semmi dísz sincsen, a tér kietlen. Csatabékák, csatakígyók, döglött ágyúk hevernek ott. Igen félelmetes képet kapunk.
- Vérmező: A beszélő nehezményezi, hogy ott van egy nagy tér kihasználatlanul. A város hatalmas fényűzésének tartja.
- Pasarét: A pasának és a nagyságnak semmi köze sincs ehhez a városrészhez, hiszen az elbeszélő szemében itt pici skatulyákban kis, liliputi emberek élnek. Mindent borzalmasan kicsinek ábrázol. De az ott élők semmiben sem térnek el az átlag emberektől.
- Óbuda: Itt laktak régen a zsidók, de már csak az emlékük maradt, melyet a Pálvölgyi temető őriz. Azóta beköltöztek Pestre, majd Budára, mert a németek már nem akadályozták meg őket ebben. Óbudán már nem maradtak zsidók.
- Batthyány tér, Felsővízivárosi Szent Anna-plébánia: A kiválasztottak tudják, hogy ez a város legszebb épülete. Hamarosan kereshetnek majd maguknak újabb területet, mert lassan mindenki felfedezi.
- Józsefváros: Szinte az egész Józsefváros albérletbe kiadó, s az egyetemisták, a jövő nemzedék lakik ott. A jelentéktelen főbérlők élete abból áll, hogy az albérlők életét figyelik meg, folytonosan panaszkodnak miattuk.
- A Vásárcsarnok mögött: Az elbeszélő büszke arra, hogy erről a városrészről csak ő tud, s most beavathat végre valakit. Azért kedveli annyira, mert alkonyatkor Párizzsá változik. S ez az otthona az elmúlt, elveszített szerelemnek.
- Új-Lipótváros: Ismét felidézi fiatalságát, hiszen akkor ez a városrész egészen más volt. Akkor az egész kerítésekből állt, s nagy kutyák ijesztették meg az embert. Most pedig itt emelkednek a modern paloták. Minden egyszerű, tárgyilagos és egyforma.
- Margitsziget: A sziget, melyet a mulandóság folyama vesz körül. Itt szoktak az emberek gyerekek lenni és megöregedni. Feleleveníti Arany János öregedő alakját a kapcsos könyvével kezében.
- Újpest: Ez a képzeletbeli utazás utolsó állomása. A kazánház, a gépek sora tarkítja a képet. Sokkal több életet lát a gépekben, mint egy idős asszonyban. A szakmunkásoknak kell fegyelmezniük a masinákat. Az egyszerűen szép munkáslányokra is szán néhány szót. Újpest az igazi túlsóság Budapesthez képest.

Végül elbúcsúzik az idegentől, s jó utat kíván neki a világűrön keresztül.

## Történelmi háttere
1935-ben az ország viszonylag nyugodt körülmények között élte életét. A világot sújtó gazdasági válságból is kilábaltunk már. A politikai életet Trianon után a békés revízió gondolata hatotta át. A magasztos eszméket egy erős vezér képviselte. Horthy Miklós sokat tett azért, hogy a haza talpra álljon, s az emberek bíztak benne. Senki sem sejtette a közelgő sötét rettenetet, a második nagy háborút.
Magyarország 1941-ben lépett be a második világháborúba a tengelyhatalmak oldalán, s 1945-ig nem menekült belőle. Egy egész éven keresztül Magyarországon húzódott a frontvonal németek és oroszok között. Az egész magyar térséget hihetetlenül megrázta a pusztítás, a nemzeti vagyon 70%-a elveszett, a nagyvárosok zöme romhalmazzá vált. Budapesten egyetlen híd sem maradt épen. Az emberek elveszítették a magasztos eszmékbe vetett hitet, demokratikusabb berendezkedésre vágytak. A békére és az ország újraépítésére törekedtek. A korszellem jelentősen megváltozott.
A két kiadás hatása között ezért alakulhatott ki a lényeges különbség.

## Kritikák

### Az első kiadás után
Rába Leó 1935-ben az Uj Kor című folyóiratban írt Szerb Antal könyvéről, igen elismerően. Egy új, harcos városi nemzedék "tagjává" teszi meg az írót, akik a hatalmas ütemű népies mozgalom mellett feltárják a főváros szépségeit. Büszke nagyvárosról beszél, melynek erkölcsi és történelmi súlya van, de ez a mesterségesen szított város-falu ellentét miatt jelentősen csökkent az emberek szemében. Ez a nemzedék tehát egy kis szeretetet, melegséget szeretne ébreszteni a magyarok szívében a város iránt.
Dicséri az ötletes formát, az öngúnyt, az egyedi hangulatát, mely egyszeriben megkapja az olvasót. Tehát nem csupán egy szórakoztató olvasmányt tarthatunk a kezünkben, hanem egy igen hasznosat is: helyrebillenti a csökkent nagyvárosi önérzetet, megismerhetjük általa a főváros igazi arcát. Egyet nehezményez csak: az első amatőr kiadás borítójáról lemaradt az író neve. Helyrehozhatatlan véteknek nyilvánítja.
Kállay Miklós ugyanebben az évben a Képes Krónikában röviden értekezett a könyvről. Azt mondja róla, hogy félig a bibliofilek számára készült ez a kiadás. Kiemeli belőle, hogy az idegenvezető nagy ugrásokkal mutatja be a várost a marslakónak, és azt, hogy a leghétköznapibb dolgokat mint izgalmas látványosságokat mutatja be. Maga a kiadást igen ízlésesnek és elegánsnak minősíti.

### A második kiadás után
1945-46 során számosabb írás született a Budapesti kalauz kapcsán. A megváltozott körülmények miatt egészen mást jelentett az embereknek.
Devecseri Gábor készítette a második kiadás előszavát, mely az író halála után látott napvilágot. A játékot és a titkot emeli ki Szerb Antal egész munkásságából. Sőt később életének négy angyaláról beszél: a játékról, titokról, irgalomról és megrázkódtatásról. Élteti még azt a megfigyelő képességét, amelyet áthat a fiúi és atyai lelkesedés is. Így lett belőle a világirodalom detektívje. Olvasóit mindig olyan tájra vitte, melyek érezhető elevenségük ellenére függönyök valami előtt, mely a vándort kérdésre ingerli. Kettéválasztotta a hétköznapok és csodák világát, de a mindennapi különlegességét, csodáját mutatta meg. Sok dolgot magasztalt fel azzal, hogy leleplezte titkukat. Megállíthatatlanul az esetleges rejtőző érték után kutatott.
A Világosság című lap számában olvashatjuk a következő sort: „Posztumusz könyv egy főváros posztumusz szépségeiről.” Fontos kiemelni a cikkből, hogy ezzel a könyvvel Szerb egy olyan Budapest emlékét állította fel, melynek díszeit 1945-re már letarolta a fasiszta csapás.
A Fiatalok című lapban is találhatunk megemlékezést erről az írásról. Az ajánló nem csak az irodalmi érdemeit emeli ki, hanem a legnagyobb hangsúlyt az aktualitására helyezi. Az emberek ezzel a könyvvel megpillanthatják azt az eltűnt, elpusztított Budapestet, mely már csak az emlékekben él. Az egyszerű, kedves történet egyszeriben átalakul torokszorítóvá. A könyv bibliájává válik azoknak, akik szerették a várost, és hisznek abban, hogy egyszer még újra lehet olyan vidám, színekkel teli forgatag, mint 11 éve volt.
Korolovszky Lajos Vallomás Budapestről címmel a Szabad Szóban írt a könyvről. Rögtön azzal indít, hogy a magyar irodalom nem bővelkedik a fővárosról szóló írásokban, így izgalommal veszi kézbe az ember ezt a könyvet. Számos magyar tájat tettek már szinte jelképpé, de a főváros nem sok alkotót ihletett meg. Krúdyt, Szabó Dezsőt említi meg. Sajnos sokan gondolják bűnös metropolisznak, méltatlan központnak Budapestet. Nekik ajánlja az előbb említett alkotókat és nem utolsósorban Szerb Antal ezen könyvét. Könnyedén és érzelgésmentesen vezet minket végig a városon. Ennek ellenére az olvasó könnyen átérezheti a főváros hangulatát. Felületessége csupán álruha, mely takarni próbálja a meghatottságát, érzelmi elfogultságát. A néhány idézet bizonyítja ezt a legjobban: mások által mondja el a saját vallomását a városhoz, hiszen a modern ember restelli kimondani érzéseit.

### Takács Ferenc: Szeretni Budapestet
1991-ben jelent meg Takács Ferenc ezen írása Szerb Antal könyve kapcsán. Elismeréssel beszél róla, és sajnálattal jegyzi meg, hogy a neves író életművébe szinte bele sem számoljuk, sokan el is felejtik ezt a darabot.
A könyvecske a múltat idézi, az 1848 előtti korszakot, helyesírási sajátosságokkal, betűszedéssel és Kolozsváry Sándor illusztrációival, iniciáléival. Ő is megjegyzi, mint már korábban sokan tették, hogy Szerb Antal remekel ebben a műben a többszörös öniróniával, a parodisztikusságával. A marslakó csupán ürügy. Igazából nem számíthatjuk kalauznak ezt a könyvet, hiszen könnyen eltévedhetnénk vele. Semmilyen adatszerű nem szerepel benne, tehát a szerző nem is törődik azzal, hogy az idegen érti-e azt, amiről beszél neki. Tehát a könyv arra szolgál, hogy bemutassa az író a saját Budapestjét a főváros lakóinak, akiknek ugyanúgy megvan a saját képzetük a városról. Az emlékezés, az irónia és a képzelet játéka határozza meg a könyvet. Ezáltal tűnhetnek fel olyan különös színezetben a helyszínek, városrészek.
Írása végén keserűen sóhajt fel: „Bár úgy lehetnénk ma is Budapesttel, mint akkoriban. Bárcsak tudnánk úgy szeretni a fővárosunkat”.